# Chlorion cyaneum
Chlorion cyaneum là một loài côn trùng cánh màng trong họ Sphecidae, thuộc chi Chlorion. Loài này được Dahlbom miêu tả khoa học đầu tiên năm 1843.